# خالد غفوری
خالد غفوری اسلام‌پژوه عراقی، دبیر تحریریه و عضو هیئت علمی جامعة المصطفی و سردبیر سابق مجله فقه اهل بیت و مدیر مرکز عین للدراسات والبحوث المعاصرة است. او برای نگارش محوریت متون قرآنی در مباحث فقهی برگزیدهٔ جشنوارهٔ فارابی شد.